# Плівкова флотація
Плівкова флотація — процес розділення мінералів на поверхні води в залежності від змочуваності тонкоподрібнених частинок, що обережно подаються на поверхню води. Тонка плівка, утворена на поверхні води за допомогою флотаційних реагентів, утримує природно гідрофобні частинки, а гідрофільні — тонуть. Самостійного значення процес плівкової флотації не має, він застосовується рідко, в основному в процесі флотогравітаційної доводки рідкіснометалічних, олов'яних і вольфрамових концентратів.